# الظهرة (إب)

تعديل مصدري - تعديل

الظهرة هي إحدى قرى عزلة شعب يافع بمديرية إب التابعة لمحافظة إب، بلغ تعداد سكانها 180 نسمة حسب تعداد اليمن لعام 2004.